# Chris Buck

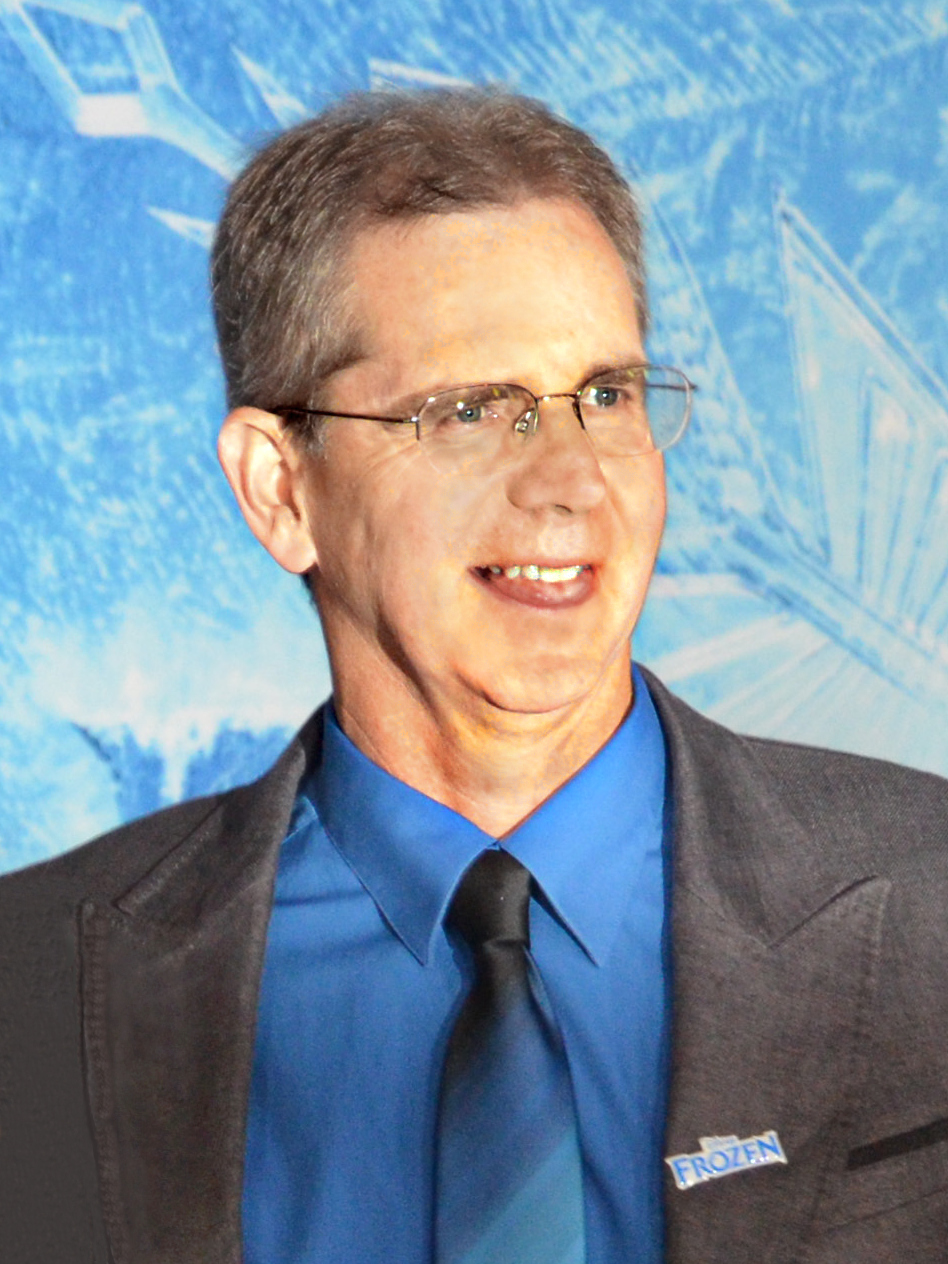
Chris Buck 2013 auf der Premiere von Die Eiskönigin

Chris Buck (* 24. Februar 1958 in Wichita, Kansas) ist ein US-amerikanischer Regisseur, Drehbuchautor, Animator und Oscarpreisträger.

## Leben
Buck besuchte das California Institute of the Arts und landete später bei der Walt Disney Company, die das Institut mitbegründet hatten. Nachdem er dort in zahlreichen Filmprojekten als Animator involviert war, erfolgte 1993 mit einer Folge der Fernsehserie Hund mit Familie Bucks Debüt als Regisseur. Daraufhin schrieb er das Drehbuch zu Pocahontas, bei dem er auch die Figuren Percy, Großmutter Willow und Wiggins animierte. Für Könige der Wellen, bei dem er überdies die Rolle des Filmemachers spricht, wurde Buck 2008 erstmals für den Oscar für den besten animierten Spielfilm nominiert. Bei der Oscarverleihung 2014 erhielt er gemeinsam mit Jennifer Lee und Peter Del Vecho den Oscar für den Film Die Eiskönigin – Völlig unverfroren. Buck war auch an Die Eiskönigin II (2019) beteiligt.
Buck lebt in Wichita in Kansas.

## Filmografie (Auswahl)
als Regisseur
- 1993: Hund mit Familie (Family Dog) (Fernsehserie, 1 Folge)
- 1999: Tarzan
- 2007: Könige der Wellen (Surf's Up)
- 2013: Die Eiskönigin – Völlig unverfroren (Frozen)
- 2019: Die Eiskönigin II (Frozen II)
- 2023: Wish

als Drehbuchautor
- 1995: Pocahontas (Story)
- 2007: Könige der Wellen (Surf's Up)
- 2013: Die Eiskönigin – Völlig unverfroren (Frozen)
- 2023: Wish

als Animator
- 1981: Cap und Capper (The Fox and the Hound)
- 1982: Fun with Mr. Future (Kurzfilm)
- 1987: Unglaubliche Geschichten (Amazing Stories) (Fernsehserie, 1 Folge)
- 1987: Sport Goofy in Soccermania (Kurzfilm)
- 1987: Der tapfere kleine Toaster (The Brave Little Toaster)
- 1988: Oliver & Co. (Oliver & Company)
- 1989: Arielle, die Meerjungfrau (The Little Mermaid)
- 1990: Bernard und Bianca im Känguruhland (The Rescuers Down Under)
- 1990: Box-Office Bunny (Kurzfilm)
- 1990: Bill & Ted's Excellent Adventures (Fernsehserie, 13 Folgen)
- 1992: Bébé's Kids
- 1995: Pocahontas
- 2004: Die Kühe sind los (Home on the Range)
- 2004: Mickys turbulente Weihnachtszeit (Mickey's Twice Upon a Christmas)
- 2010: Not Your Time

## Auszeichnungen
- 1995: Annie Award: Nominierung in der Kategorie Beste Einzelleistung für eine Animation für Pocahontas (für Großmutter Weide)
- 1999: Annie Award: Nominierung in der Kategorie Beste Regie in einem Animationsfilm für Tarzan
- 2008: Annie Award: Nominierung in der Kategorie Bestes Drehbuch in einem Animationsfilm für Könige der Wellen
- 2008: Annie Award: Nominierung in der Kategorie Beste Regie in einem Animationsfilm für Könige der Wellen
- 2008: Oscar: Nominierung in der Kategorie Bester animierter Spielfilm für Könige der Wellen
- 2014: Annie Award: Nominierung in der Kategorie Beste Regie in einem Animationsfilm für Die Eiskönigin – Völlig unverfroren
- 2014: BAFTA Award: Nominierung in der Kategorie Bester animierter Spielfilm für Die Eiskönigin – Völlig unverfroren
- 2014: Oscar: Auszeichnung in der Kategorie Bester animierter Spielfilm für Die Eiskönigin – Völlig unverfroren